# Selim Melhame
Selim Pacha Melhame (14 juin 1851, Beyrouth - 10 décembre 1937, Sanremo), est un homme politique de l'Empire ottoman.

## Biographie
D'une famille maronite catholique de Beyrouth, fils d'un avocat, Sélim a plusieurs frères (Philippe-effendi, conseiller d'État, section financière ; Habib-effendi, conseiller à la Régie des tabacs ; Alexandre-effendi, nazir ou directeur de la Régie au vilayet de Salonique, Chukry-effendi, directeur de la Régie à Rhodes ; Néjib-pacha (tr), sous-secrétaire d'État aux Travaux publics).
Sélim s'installe à Constantinople à l'âge de dix-huit ans et, parlant l'arabe, le turc et le français, devient répétiteur au lycée impérial de Galatasaray.
Devenu le secrétaire et confident de Subhi Pasha, vali à Damas, il l'accompagne dans cette ville en qualité de professeur de français et de drogman, entre 1871 et 1873.
Lorsqu'éclate la guerre turco-russe, Selim et son frère Philippe s'engagent comme volontaires dans l'armée ottomane, et il se trouve nommé contrôleur des dépêches du théâtre de la guerre.
Après la guerre, il rentre à Constantinople, où, par l'intermédiaire du banquier grec Sarifi, il est employé à la Dette publique ottomane, comme chef de bureau puis de section, avant d'en devenir le directeur général. Parallèlement, Melhamé sert comme espion pour le compte du Sultan Abdülhamid II.
Il épouse en 1881 Aimée Crespin, fille d'Alexandre Crespin, négociant et consul de la République française à Constantinople, qui lui apporte 500 000 francs en dot. Ils seront les parents de : 
- Féridé, épouse du comte Giovanni Romei Longhena (it), général et sénateur italien, aide de camp du Sultan Abdülhamid et aide de camp honoraire du roi d'Italie
- Marie (1885-1970), épouse du baron Friederich Wilderich von Fürstenberg
- Néhad-bey (1887-....)
- Selma (1888-1977), épouse du baron Hans Melchior von Schlotheim, officier dans l'armée allemande et attaché de l'ambassade allemand
- Halim bey
- Leïla Melhame (1891-1955), épouse de Raymond de Boulloche, puis du comte Robert de Dampierre (1888-1974) (de), ambassadeur de France.

Il s'associe avec le grec-catholique de Baalbak, Yousouf Moutran effendi, pour constituer la Société du port et du quai de Beyrouth, apportant 100 000 francs d'apport, dont il devient administrateur avec le comte de Perthuis et M. Raymond, puis dans la concession du chemin de fer de Damas-Alep-Biredjik et dans celle des tramways à vapeur de Beyrouth-Damas. Ces différentes affaires lui rapporteront environ un million de francs.
En 1892, il est candidat, avec le soutien de la Sublime Porte et du Sultan, aux fonctions de gouverneur du Liban, mais sa candidature est rejetée par les autres puissances.
Il est alors nommé le 13 février 1893 ministre de l'agriculture, des mines et des forêts de l'Empire ottoman. Durant la période où il occupe ce ministère, il s'occupe du renouvellement des traités de commerce, des affaires de bourse à Galata, de l'unification de la Rente ottomane, de la fabrique de porcelaine installée à Yildiz Kiosk, et est chargé de missions délicates auprès des ambassadeurs.
En 1908, sa fortune dépasse les dix millions de francs.

## Sources
- (en) Cet article est partiellement ou en totalité issu de l’article de Wikipédia en anglais intitulé « Alexey Sergeyevich Yermolov » (voir la liste des auteurs).
- Léonard Fischer, La vie à Constantinople, 1908
- Abdallah Naaman, Histoire des Orientaux de France du 1er au XXe siècle, Ellipses, Paris, 2003.
- Notices d'autorité :   - VIAF
  - Israël